# Grammonota dalunda
Grammonota dalunda là một loài nhện trong họ Linyphiidae.
Loài này thuộc chi Grammonota. Grammonota dalunda được Arthur Merton Chickering miêu tả năm 1970.